# Casa do Charme
A House of Charm é um museu histórico no Balboa Park, em San Diego, no estado da Califórnia . O prédio foi construído para a Exposição Panamá-Califórnia de 1915-16 e, como a maioria dos edifícios da exposição, apresenta arquitetura Mission Revival . Adquiriu o nome atual durante a Exposição Internacional do Pacífico da Califórnia. Atualmente, abriga o Museu Internacional Mingei, bem como espaço de ensaio para o Old Globe Theatre. Está listado no Registro Nacional de Lugares Históricos.

## Exposição Panamá-Califórnia, 1915–1916
A cidade de San Diego sediou a Exposição em 1915 para comemorar a conclusão do Canal do Panamá e chamar a atenção para o fato de que San Diego seria o primeiro porto de escala americano ao norte do Canal do Panamá, na costa do Pacífico . Em 1910, San Diego tinha 39.578 habitantes, o Condado de San Diego tinha 61.665, Los Angeles tinha 319.198 e São Francisco tinha  416.912. A escassa população de San Diego fez dela a menor cidade a sediar a exposição. No entanto, a Exposição foi um enorme sucesso e foi prorrogada por um segundo ano.
Foi originalmente chamado de Edifício de Mineração, com o fim de mostrar a riqueza e abundância minerais da região de San Diego. Outro nome temporário foi "Edifício de Artes e Ofícios", mas quando a feira foi inaugurada em 1915, o edifício era chamado de "Edifício de Artes Indianas". Quando a feira foi estendida até 1916, as exposições mudaram e o edifício foi renomeado para "Edifício Rússia e Brasil". De 1917 a 1922, conhecido como "Edifício da Ciência do Homem", abrigava espécimes, moldes, estátuas e fotografias que ilustravam o desenvolvimento da espécie humana. Posteriormente, foi usado para barracas de bebidas não-alcoólicas e exposições de flores.
Bertram Goodhue, arquiteto mestre da Exposição, clamou para que os edifícios temporários na avenida principal do Balboa Park, El Prado, fossem demolidos. No entanto, os cidadãos de San Diego repudiaram esse conselho. Com a ajuda de dinheiro do governo federal, eles consertaram os palácios de gesso em 1922 e 1933. Isso significa que a maioria dos edifícios originais estava disponíveis para reutilização na segunda exposição em 1935.

## Exposição Internacional do Pacífico da Califórnia: 1935–1936
A Exposição Internacional Califórnia-Pacífico usou muitos dos edifícios do estilo Mission Revival que restaram da Exposição Panamá-Califórnia de 1915–16, incluindo o Edifício Science of Man. Durante a exposição de 1935-36, o edifício foi renomeado para Casa do Charme, nome que possui até hoje. Em 1935, abrigou concessões comerciais dedicadas a roupas femininas, joias, meias, calçados, cosméticos e perfumes, além de uma farmácia e uma barraca de bebidas. Um ano depois, o nome foi alterado novamente para Palácio das Artes Internacionais, apresentando joias e artefatos de todo o mundo, alguns para venda e outros para exposição.

## Uso posterior
Embora houvesse dúvidas constantes sobre a solidez do edifício, não concebido para ser uma estrutura permanente, continuou a ser usado nas décadas de 1940 e 1950. Seus inquilinos incluíam o Museu Ferroviário Modelo, o San Diego Hall of Champions e o San Diego Men's Art Club (precursor do San Diego Art Institute). Em 1978, o edifício foi condenado por ser inseguro e temporariamente evacuado, mas o Instituto de Arte de San Diego retornou após a instalação de sprinklers. Ao longo da década de 1980, vários inquilinos competiram pelo uso do edifício, mas nenhum tinha condições de custear as reformas necessárias. Finalmente, em 1989, San Diego decidiu demolir e reconstruir a Casa do Charme, junto com a Casa da Hospitalidade, em condições semelhantes. O edifício recriado da Casa do Charme foi reaberto em 21 de setembro de 1996, com características externas reproduzindo cuidadosamente o exterior original, altamente ornamentado. Abriga o Instituto de Arte de San Diego, o Museu Internacional Mingei e o espaço de ensaio para o Old Globe Theatre .

## Museu do Artista Vivo (MoLA)
O Museu do Artista Vivo do Instituto de Arte de San Diego (SDAI) tinha uma galeria de 930 metros quadrados na House of Charm, com obras de artistas locais. Uma nova exposição era aberta a cada quatro ou seis semanas. Exposições individuais de artistas também foram apresentadas.

## Museu Internacional Mingei
O Museu Internacional Mingei revela a beleza da arte popular, do artesanato e do design de todas as épocas e culturas do mundo. A palavra mingei, que significa "arte do povo", foi cunhada pelo estudioso japonês Sōetsu Yanagi pela combinação das palavras japonesas para todas as pessoas ( min ) e arte ( gei ). Os ensinamentos de Yanagi despertaram as pessoas para a necessidade essencial de fazer e usar objetos que sejam expressões não fragmentadas da cabeça, do coração e das mãos. Fundado em 1978, o Museu coleta, conserva e exibe essas artes de uso diário. Peças feitas por artesãos anônimos da antiguidade, de culturas tradicionais e por designers históricos e contemporâneos.